# Gornik Magdaléna
Gornik Magdaléna  (született mint Marija Magdalena Gornik, ugyancsak szólították Gornikova Lenčka Górniková Lencska) (Janeži, Sodražica, Osztrák Császárság, 1835. július 19. – Petrinci, Sodražica Osztrák–Magyar Monarchia, most Szlovénia 1896. február 23. szlovén misztikus, teológus író és stigmatizált személy, megindult a kezdeményező eljárás adatgyűjtése szentté avatásához.

## Életrajza

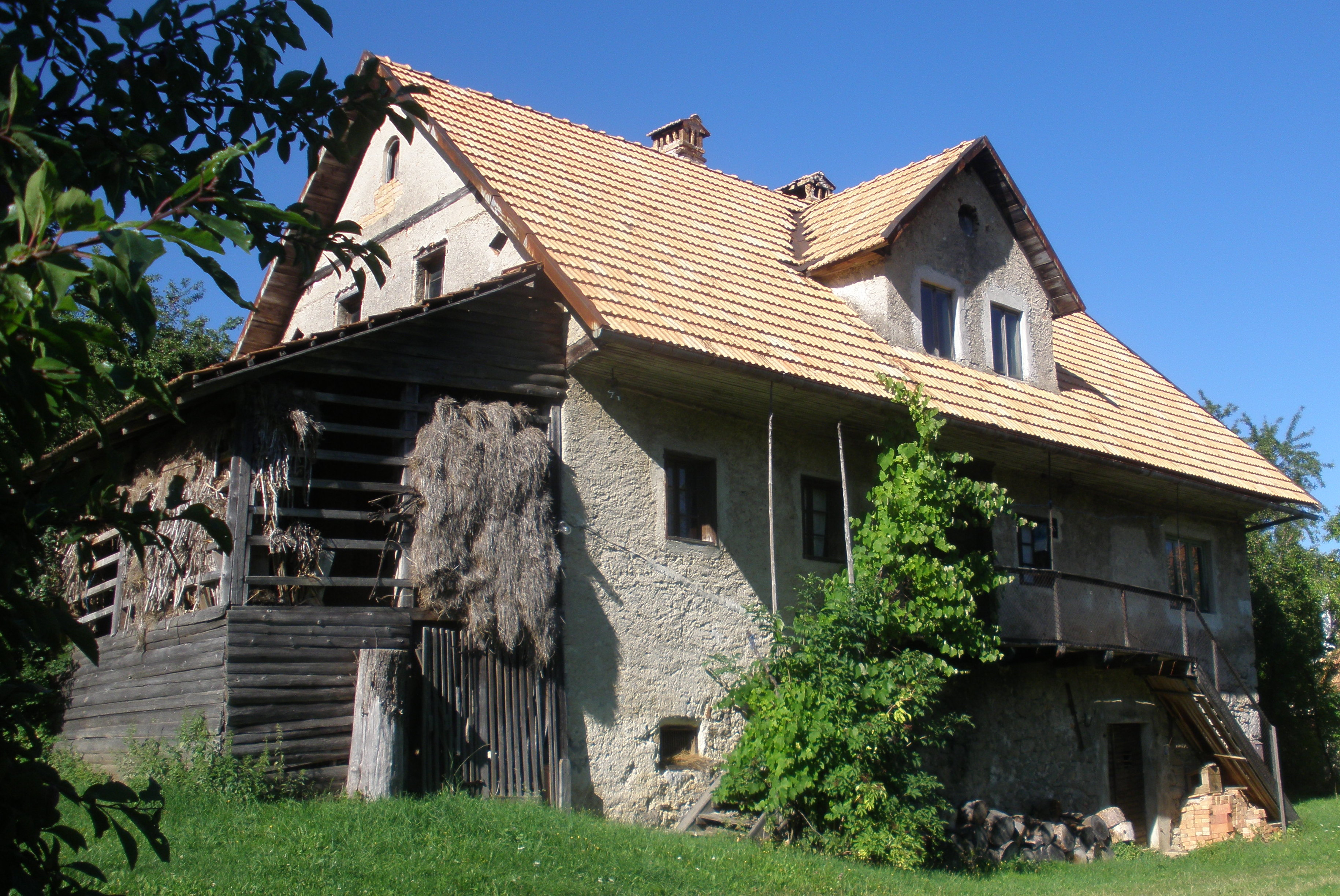
Itt, Janežiben 4, született Magdaléna mint Gornikova Lenčka

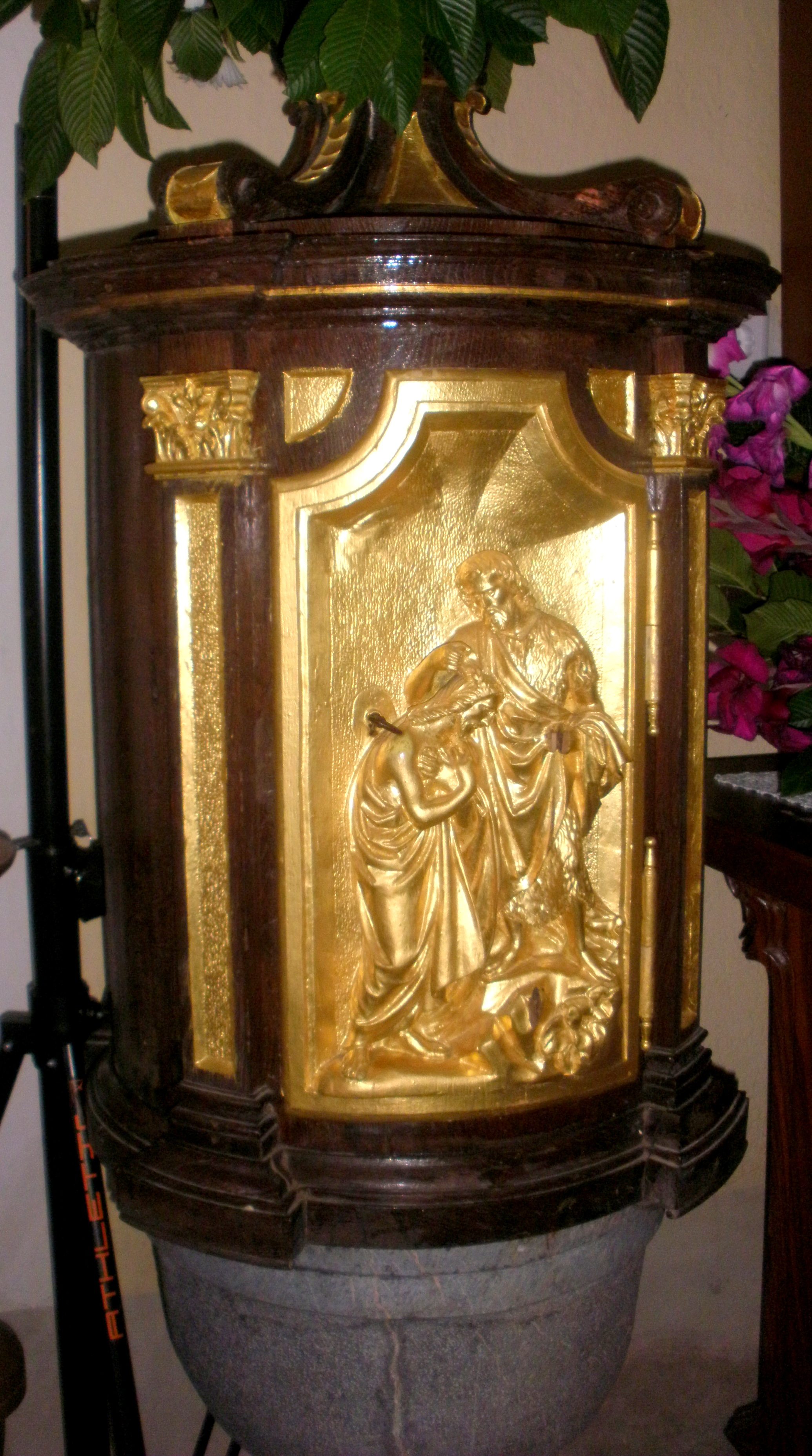
Itt keresztelték a Szent Mária Magdolna nevére

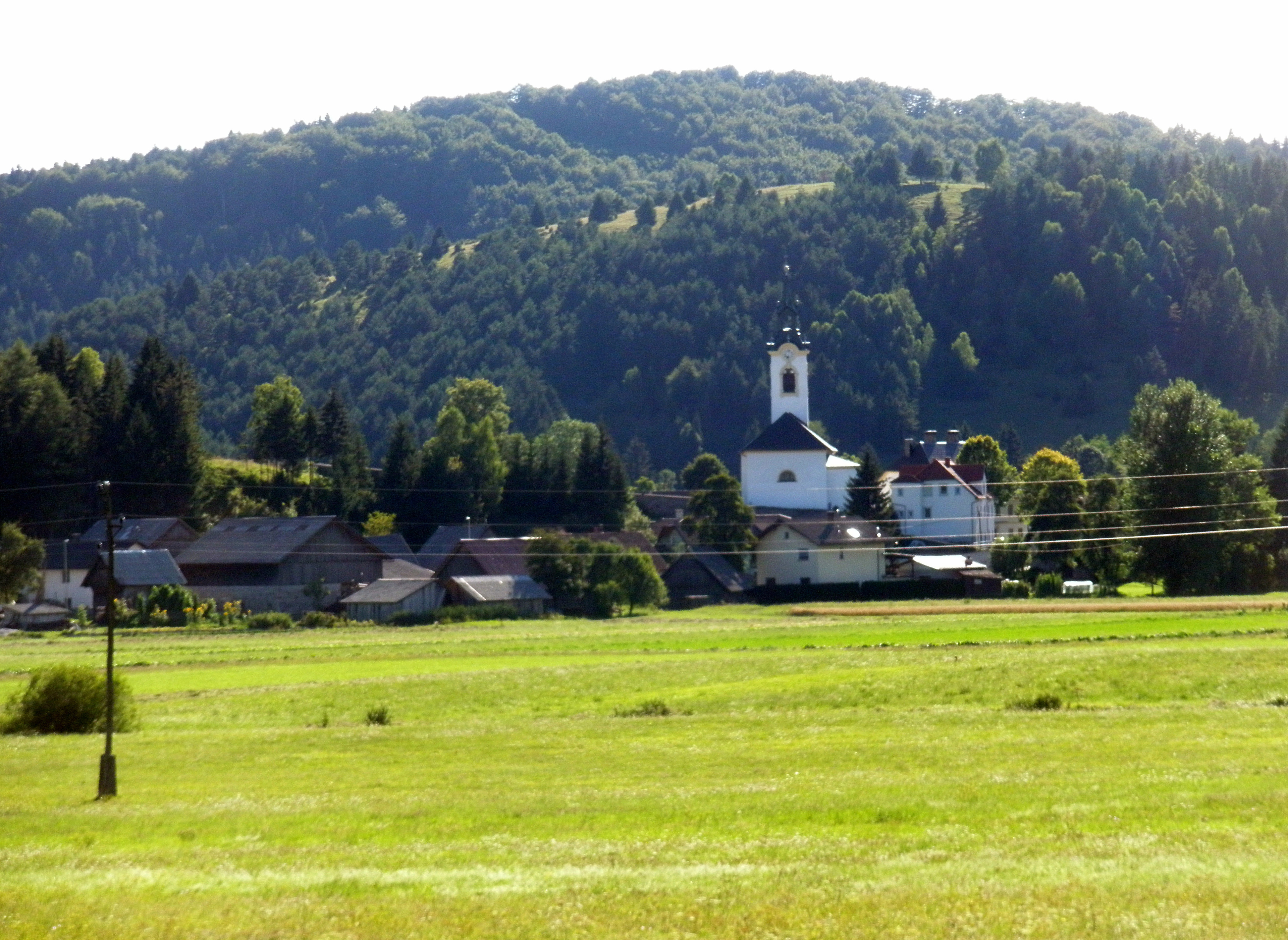
Blokén gondoskodott Magdalénáról Janez Kaplanek plébános.

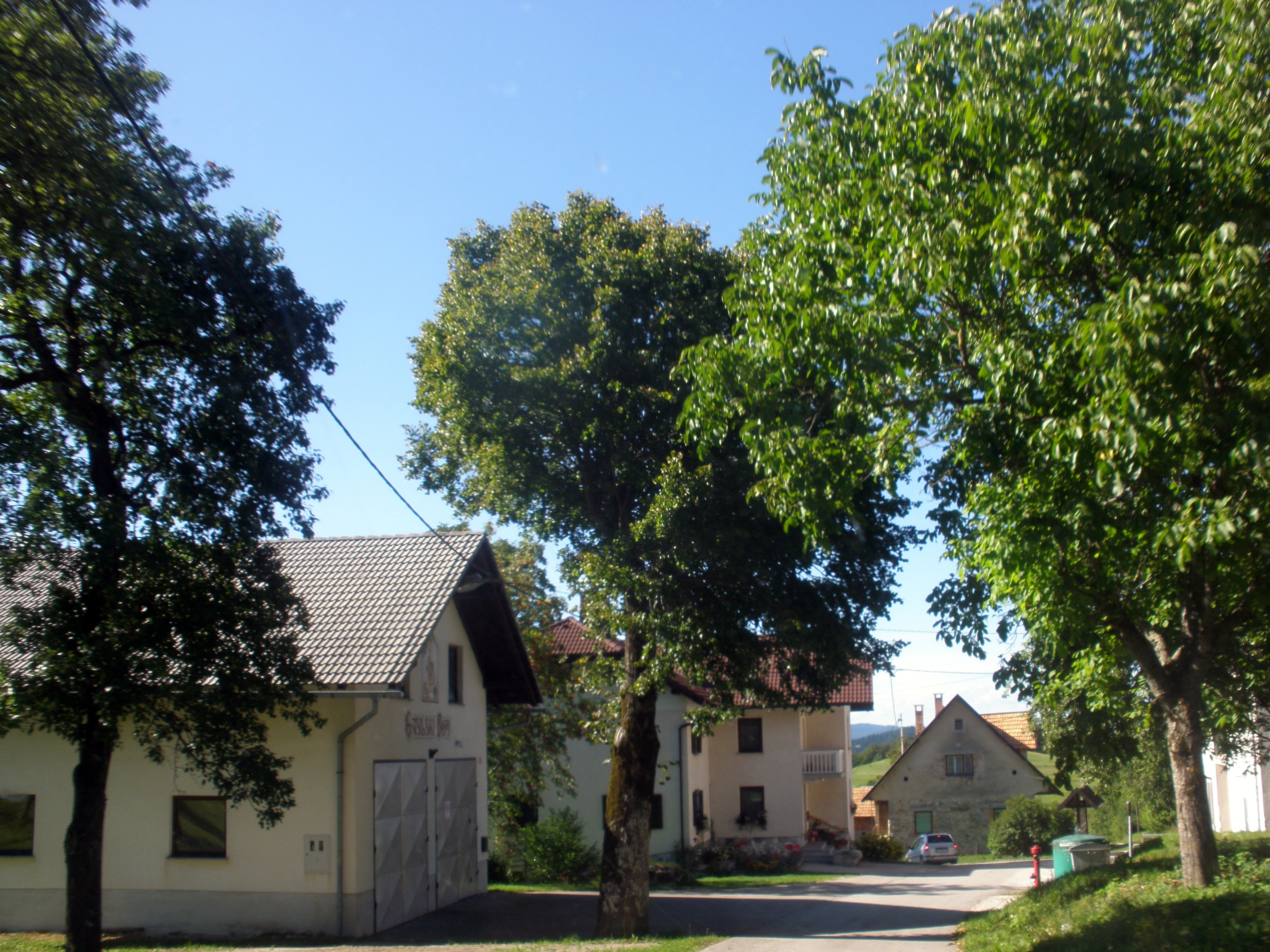
Petrincin, ahol ma a tűzoltólaktanya áll (=Gasilski dom), halt meg Gornik Magdaléna

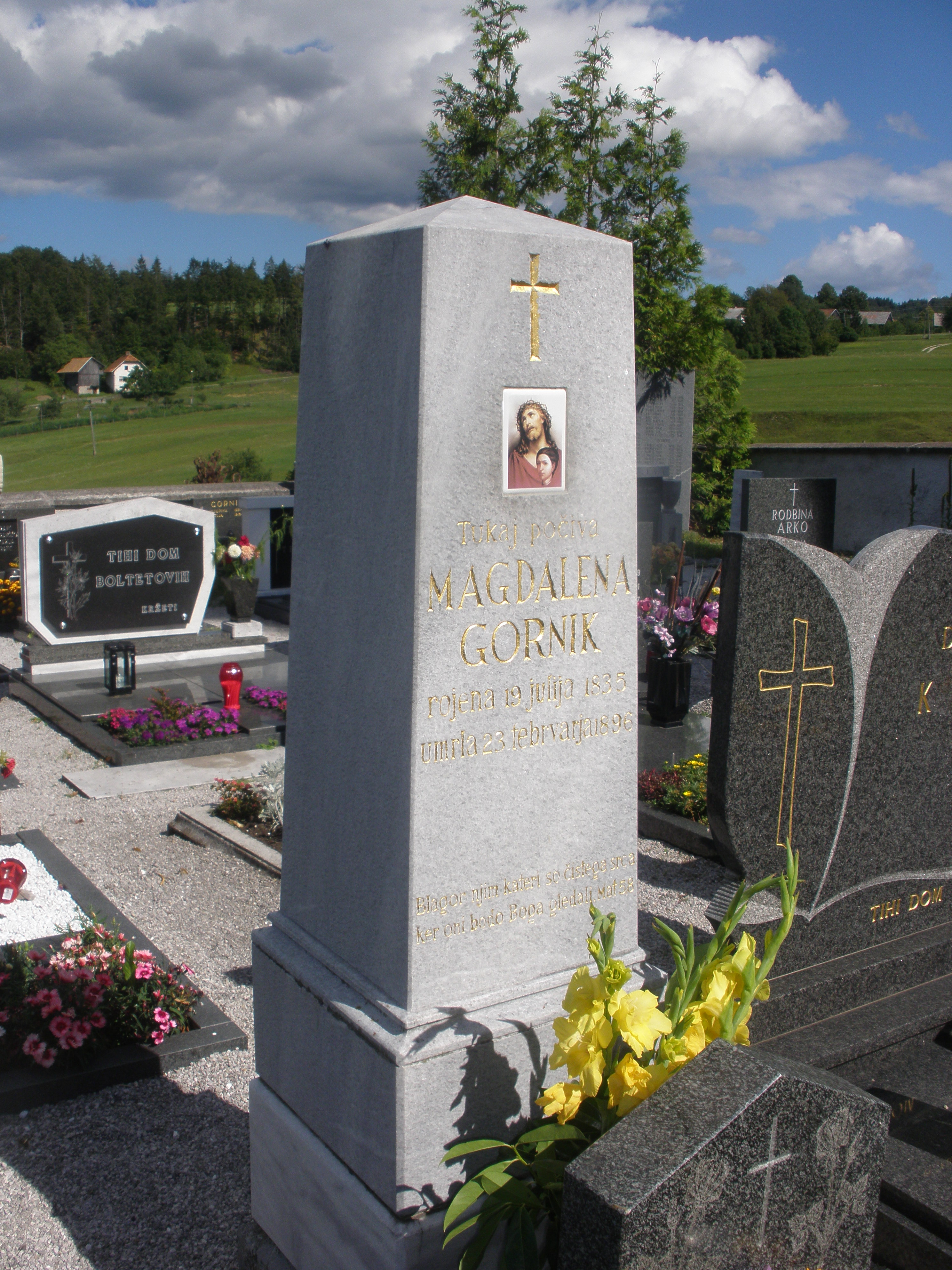
Ebbe a sírba a hegyen rokonai mellett temették Magdalénát

### Ifjúsága
A Gorai Plébánia Sodražicánál a Ribnica (Ribnica na Dolenjskem) községhez tartozott dél Szlovéniában. A Havas Boldogasszony templom kiemelkedik a környéken a falvak és erdők fölött 885 méter tenger fölötti magasságban Dolenjska és Notranjska vidék határában. Ezen falvak lakói örökké inkább szegények, mint gazdagok voltak. A szegénység ellenére mindig törődtek papjuk eltartásával, templomuk karbantartásával, amely emelkedik Petrinci (848 m) falva fölött. A templomot körülveszi a rendezett kis temető, ahol nyugszik Gornik Magdaléna, akinek a sírját állandóan gyertyák és friss virágok ékesítik.
A falu alatt Petrinci, körülbelül negyedórányi gyaloglásra a templomtól terjed a Janeži (Jánezsi, 814 m) falva, ahol 1828–ban a »Šmet-nél« lakodalma volt: a fiatal Gornik József megesküdött az Gornik Annával. Isten hamar megáldotta házasságukat hét gyermekkel:
1. Ana (=Anna) született 1829
2. Marija (=Mária)1831
3. Magdalena (=Magdolna) 1835
4. Alojz (=Alajos)– aki a ház ura lett – Magdaléna után született.
5. Neža (=Ágnes) 1840
6. Polona (=Apollónia)1843
7. Terezija (=Teréz) 1847; 13 éves korában meghalt gümőkórban (tuberculosis)

Magdaléna született 1835. július 19. odahaza Janežiban 4-ik, ma 11-ik szám alatt. A ház leégett 1880-ban majd Magdaléna fivére ugyanazon a helyen újat épített. Erről tanúskodik az évszám a kapu fölött. Még ugyanazon a napon a keresztszülők Mihael Levstek és Košir Marjeta Petrinciak elvitték a helybeli templomba Gorán, ahol az akkori Ravnikar Matevž káplán keresztelte. A Marija Magdalena, azaz Mária Magdolna nevet kapta. Magdolnát Magdalénát, Lenka, Alenka vagy Lenčka néven is szólították, de mindig az aláírásában Magdaléna volt. Magdolna gyermekkoráról a legtöbbet Plaper Janez jegyezte le.

## Misztikus jelenségek
Magdaléna életét állandóan titokzatos misztikus jelenségek kísérték. A misztika tanulmányozza azokat a jelenségeket, amelyeket természetes úton nem tudunk megmagyarázni, mint például jelenések, látomások, lelkesedések (extázis, transzba esés), stigma, Krisztus kínszenvedésének a megélése, élet testi táplálék nélkül éveken át, jövendő dolgok előrelátása, megmagyarázhatatlan hirtelen gyógyulások, véres könnyek hullajtása stb. Mindezek és más hasonlóak kísérték ezt az egyszerű falusi leánykát.
Megemlítettünk csak néhány jelenséget életéből, amelyek történelmileg lejegyzettek a levéltári okmányokban, ahol Magdalénáról holmi hétezer oldalt őriznek.
»A Ljubljanai Érseki Levéltárban mindenkinek rendelkezésre állnak a források Magdaléna Gornikról, 6800 oldalon,«mondta a teológusnő Martina Kraljič, a Magdaléna Gornik című könyv szerzője. Azt is ismerteti, hogy feljegyzéseit, levelezéseit őrizte ismert szlovén filozófus még teológus dr. Frančišek Lampe, aki lefényképezte az értékes es egyetlen fényképét a stigmákkal látomásai alkalmával.

### Csodálatos jelenségek Magdaléna életében
Magdaléna első “eksztázisai“ még, mint 13 éves kislány történtek. 1848. augusztus 24-től egészen haláláig naponta voltak elragadtatásai. Elragadtatásai pénteken három óra hosszat tartottak, de különösen erősek voltak nagyhét folyamán húsvétig. Szentmisék alatt szintén elragadtatásai és látomásai voltak. Érezte, ha a pap vitte az Oltáriszentséget, akkor is, ha nem látta. Ilyenkor vér folyt stigmáiból kezein, lábain és fején. Ezeket minden jelenlévő láthatta, míg 1855 nagypéntekén váratlanul véglegesen bezárultak. Seb a szívén egész életében megmaradt, míg elragadtatásban volt érzéketlen volt minden külső ingerlésre.
Magdalénánál a lábai lebénultak 1848-ban; egyáltalán nem tudott járni, a templomba is kocsin vitték, csak az elragadtatásaikor tudott járni. 1855 Húsvét hétfőjén váratlanul újra járni kezdett.
Magdalénánál látomásai; is voltak tizenhárom éves korától egészen haláláig, még halála előtti napon is látta az angyalokat, szenteket, Boldogságos Szűz Máriát, Szentháromságot, beszélgetvén velük. Az angyalok gyakran sírtak az emberek hitetlensége miatt, a Szűzanyát látta amint közbenjár Fiánál a bűnös emberiségért.
Misztikus szentáldozásban részesült, különösen látomásai alatt. Sokan láttak, hogy extázisai alkalmával megjelent az ostya a szájában, néha a kehely is, amelyből ivott. Ez után felhívta az emberek figyelmét, hogy térjenek meg figyelmeztetve, hogy közeleg Isten büntetése, ha engedetlenek maradnak.
Alevitáció (felemelkedés) jelensége néha jelentkezett a szentáldozatra való készülődéskor: teste felemelkedett a földről a levegőbe.
Astigmáit láthatóan viselte 1848 -1855-ig. Ezután csak az oldalán maradt seb egészen haláláig, a többi sebhely fájt, de láthatatlan lett. Amikor nagypénteken töviskoszorút kapott, fején nyílt sebek jelentek meg, ezek véreztek és lefolytak az arcán. Nagyhéten különösen vérzett. A stigmák nagy fájdalmakat okoztak neki, de soha sem panaszkodott, hanem odaadóan szenvedett a bűnösök megtéréséért és a világ békéjéért. Orvosok és papok kivizsgálták ezeket a misztikus jelenségeket és megegyezve abban, hogy természetes úton nem tudják megmagyarázni.
47 évig nem evett semmilyen eledelt kivéve a szentáldozást és misztikus mennyei eledelt, amit elragadtatásai alkalmából kapott, amit sok tanú is látott. Amikor a főt étek szagát érezte, rögtön eszméletét vesztette. Mindezek ellenére minden kötelességét lelkiismereten végezte, ha nem volt beteg ez hosszú időn át így volt.
Elragadtatásai alkalmával gyakran a mellére helyezett egy feszületecskét, amely ott lebegett, nem volt semmivel sem felerősítve, megkötve. Ezen kívül megvolt a nyelvek adománya, nyelvek magyarázata valamint ‘'gondolatok és szándékok olvasása’’. Tudta, hogy valaki a kegyelem állapotában van-e vagy nincsen.

### Katarina Krulec felszabadulása
Pénteken és nagyböjtben Magdaléna megélte Jézus szenvedését, részt vett feltámadásában és mennybemenetelében. A szenvedéseket és kísértéseket Magdaléna odaadóan viselte a bűnösök megtéréséért. Így történt, hogy 1852. július 2-án kifejezte óhaját, hogy elzarándokolna Isten Anyjának Nova Štifta nevű kegyhelyére. Ott a szentmise alatt elragadtatásba esett, elvesztette beszélőképességét és hallását: Teljes 24 órát néma és süket volt kikapcsolva a világból. Megrémült apja eljött meglátogatni Sodražicára, ahol a püspök rendelkezésére a plébánia hivatalban volt megfigyelésen; észrevette akkor, amikor teljesen közeledett hozzá – nem ismerte meg és nagyon megijedt, mint a többi látogatónál is.
Lesjak Jožef plébános ezt mind pontosan lejegyezte és megállapította, hogy ennek a nagy kísértésnek magvolt a maga célja. Pénteken július 4-én Sodražicába egy fiatalasszony jött Katarina Krulec Koritnicéból a Knežak plébániából férje kíséretében. Borzasztóan nézett ki és rögtön összegyűlt a kíváncsi tömeg. A plébánosnak elmondta, hogy tíz év előtt fivére megátkozta, azóta úgy tűnik, hogy megszállta az ördög. Már nyolc éve nem engedi, hogy bemenjen a templomba és megakadályozza, hogy gyónjon és áldozón. Sok szent helyen volt legutoljára Furlaniában a Szent Vér kegyhelyén; ott pedig ajánlották, menjen el Magdaléna Gornikhoz. Amikor a plébános parancsára bement a templomba és az meghintette szenteltvízzel, erre ő vadul ugatni kezdett, mint egy veszett kutya. Állapota Magdaléna imáira váratlanul megjavult: amikor szombaton reggel a plébános bement a templomba, a nép ájtatosan imádkozott- az imákat pedig a meggyógyult Katarina vezette.

## Halála és tisztelete
Magdaléna halálával kapcsolatban, aki 1896. február 23-án halt meg Petrinci nevű falván, a hagyomány őrzi, hogy az ő szegény hozzátartozói gondban voltak, hogyan vendégeljék meg azokat, akit eljönnek a temetésére. Hiába nyugtatta őket a haldokló, hogy Isten gondoskodik majd róla, hogy minden rendben lesz. Valóban olyan hóesés volt és kemény fagy, hogy koporsója mellett csak nyolc személy volt. Napjainkban pedig összegyűlnek sírjánál mindig többen kérve közbenjárását Istennél.

### Óvatosság és támadások
Az Egyházi Hatóság Magdaléna iránt és a különleges jelenségekkel szemben életében végtelen óvatosan és tartózkodóan viselkedett. A Ljubljanai püspök Wolf kísérte az eseteket és elrendelte a papoknak, hogy rendszeresen küldjenek jelentéseket. Elmulasztotta pedig az alkalmat, hogy hivatalos kivizsgálásokat végezzenek, amit igazoltan kívántak és elvártak a helybeli lelkipásztorok. A püspök nem engedte meg a sajtó támadásaira való válaszokat sem. Az állami szerveket – kihívták az újságcikkek – Magdalénát el akarták helyezni az (elme) kórházba. Püspök Wolf ezért mindenáron csökkenteni akarta az emberek áradatát. A rendkívüli események éppen a nyugtalan 1848-as évben történtek, amikor az úgynevezett Népek Tavasza kezdődött – s-melyik a szigorú Bach abszolutizmus reakciójával befejeződött. A hatóságok előtt a püspök védte Magdalénát, de úgy tűnik az eset utána nem érdekelte. Egyes papok hajlottak Magdaléna esete felé és védték a támadásoktól a liberalizmusi sajtóban, valamint kollegáiktól is, akik vezettek a támadásokban.
A történtekről a Gorán legelőször értesítette Bleiweisi Novice című újság. Aláírás nélküli szerző Ljubljanából a rubrikában: Novičar 1849, június 6-án megszólalt Magdalénáról; annak ellenére, hogy személyesen nem látta, hallgatva a hírekre – betegnek vagy csalónak bélyegezte írván:
„Ez alkalommal mondanunk kell, hogy hallottunk e napokban az úgynevezett elragadtatásról a Ribnicái kerületén a Gora nevű plébánián lakó leánykáról olyan dolgokat, hogy vagy beteg, vagy csaló; akit felfedezett valamilyen rejtélyes csaló, ha mindaz igaz, amit az emberek széthordanak a világban.....Tehát ne gyártsuk csodákat olyan dolgokból, amelyek betegség vagy csalás.”

### Hősi erények
Róla mondja Marjan Turnšek , volt muraszombati püspök, a következőt: 
"Meglepő, hogy Magdaléna már, mint fiatal leányzó képes volt elviselni annyi szenvedést. A történtek valódisága mellett szól az érés és növekedés az erényes életben. Noha a különös misztikus jelenségek önmagukban még nem garantálják az életszentséget, de úgy látszik, hogy Gornik Magdaléna életében az erények lassan fejlődtek a hősiesség fokáig."
- Franc Rode bíboros pedig Magdalénáról mondta:

»A rendkívüli misztikus jelenségek valamint életszentsége Magdaléna Gornikovanak természetes, ha a boldoggá avatás és szenttéavatására (kanonizációra) gondolunk. Más népek ezt már régen megtették volna.« Róma, 2008. szeptember 3.)

## Képgaléria

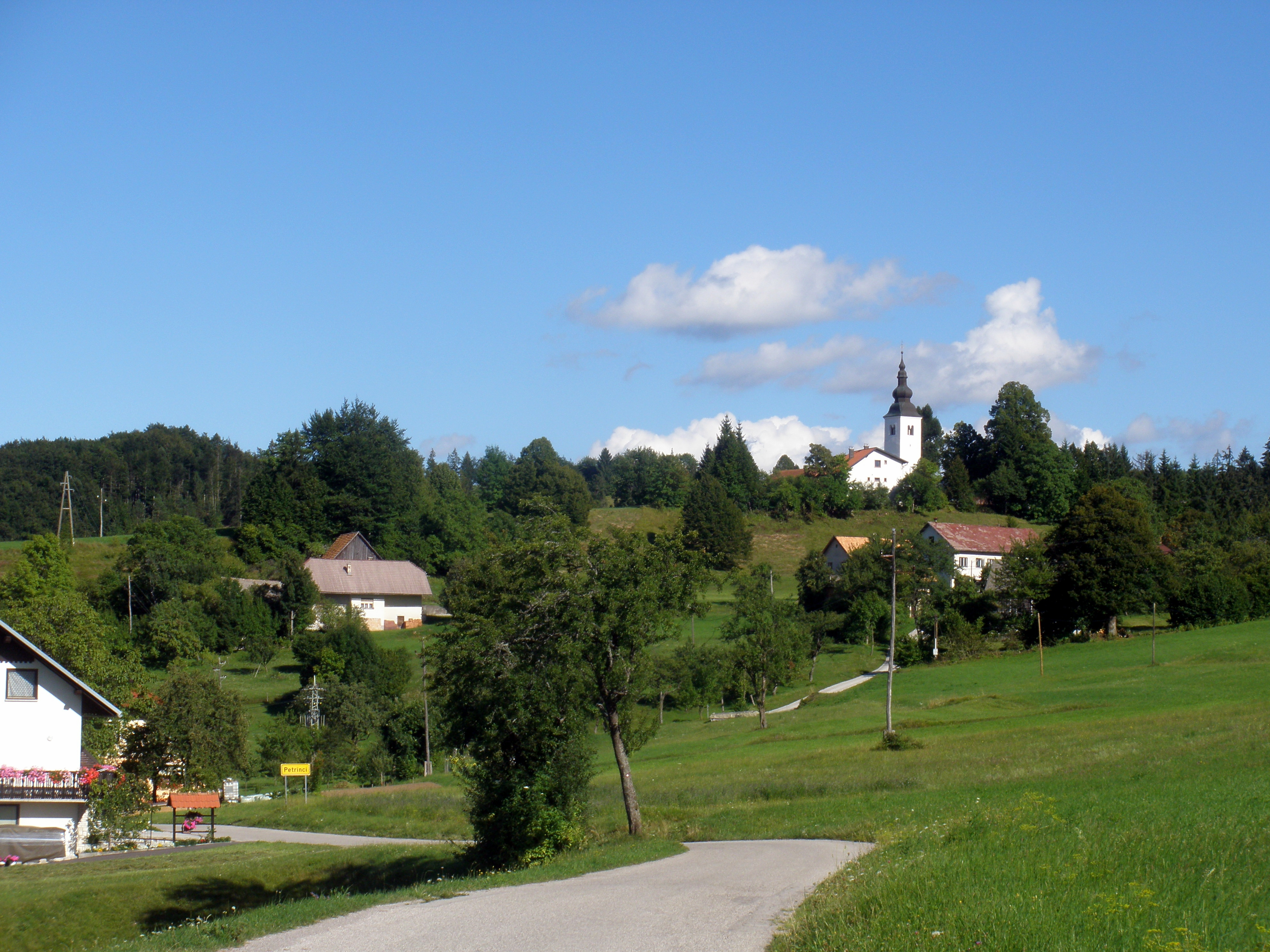
Petrinci falva Gorai templommal
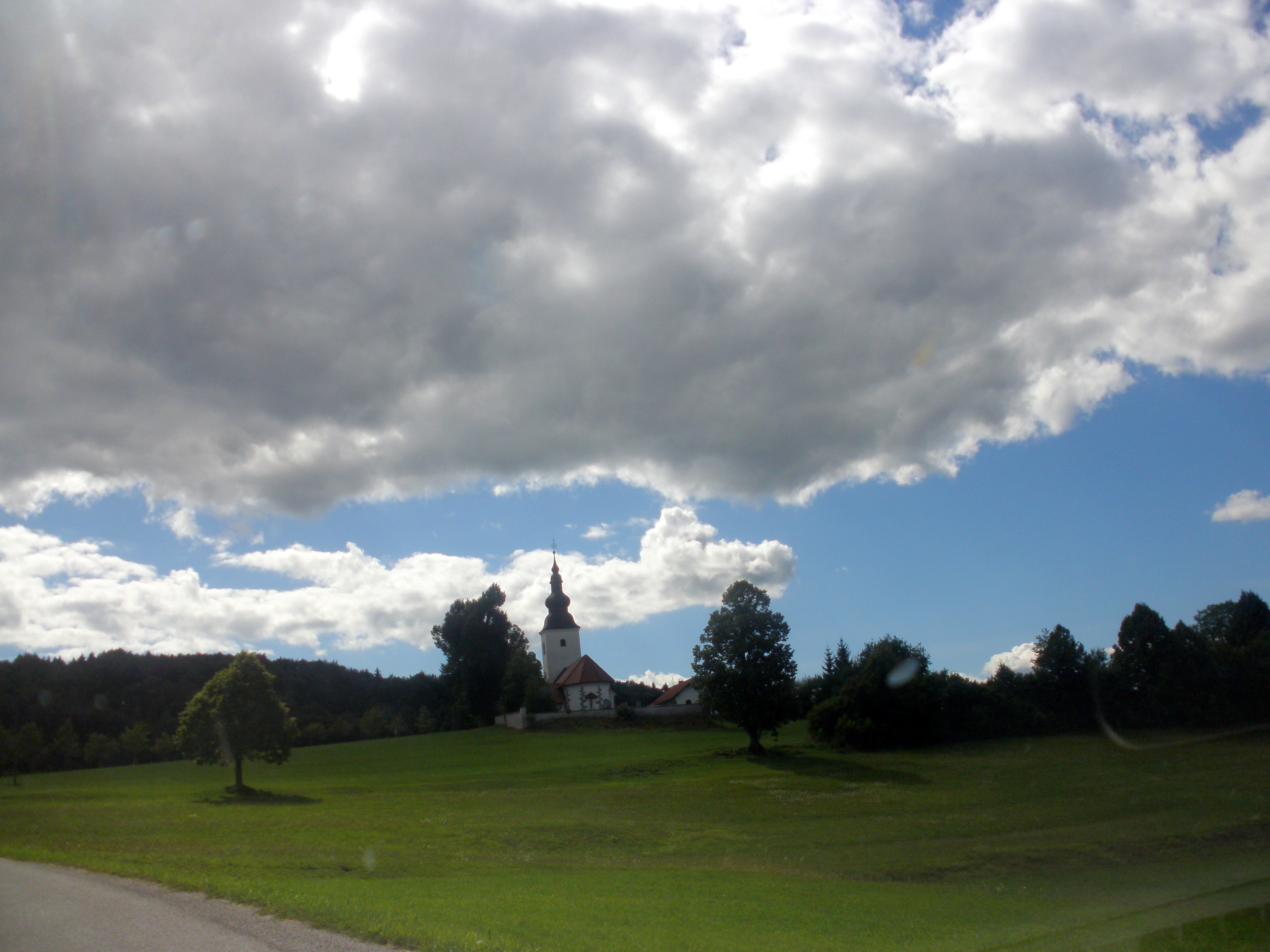
Gora Sodražicánál
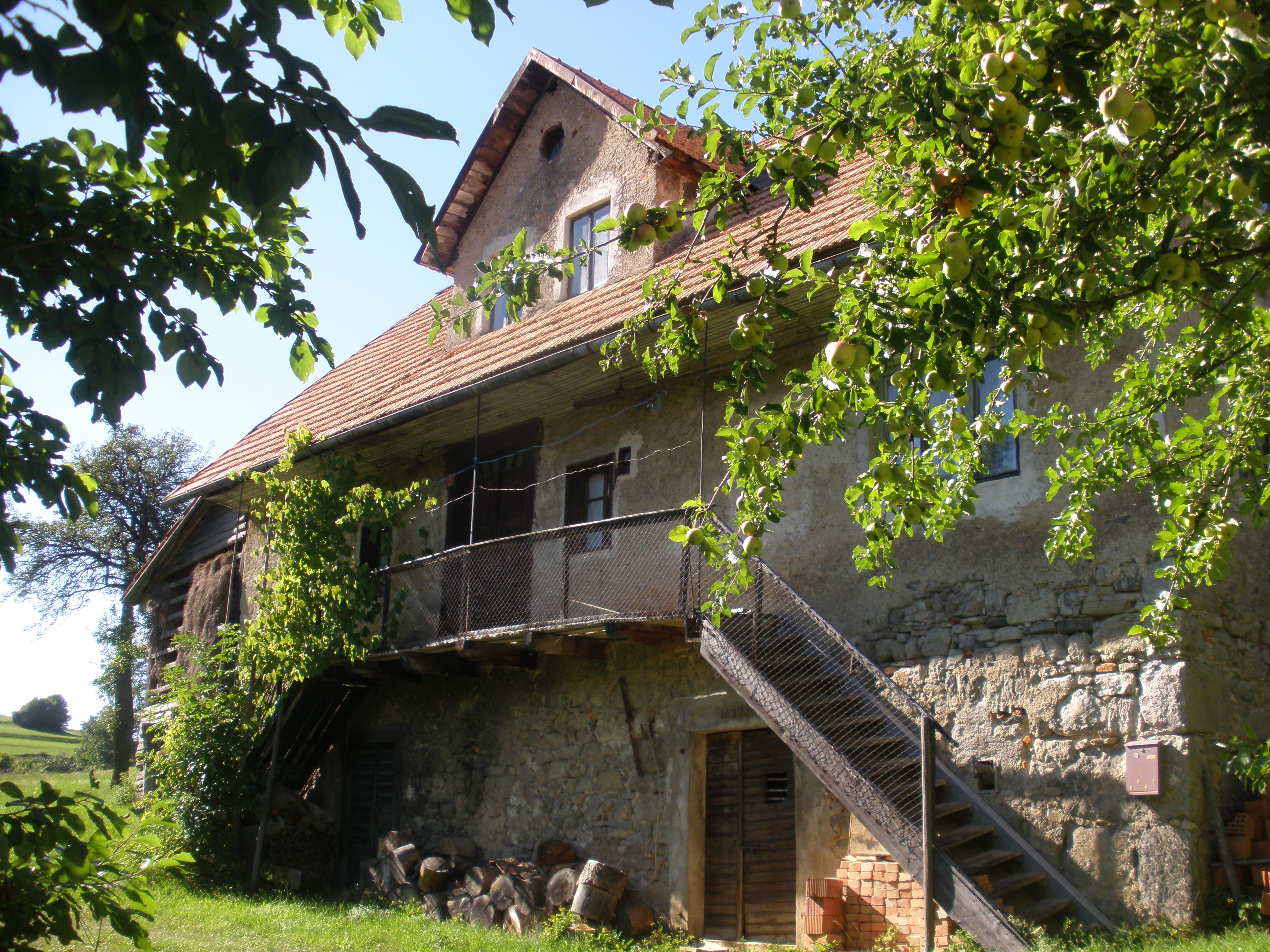
Itt született Magdaléna Gornik
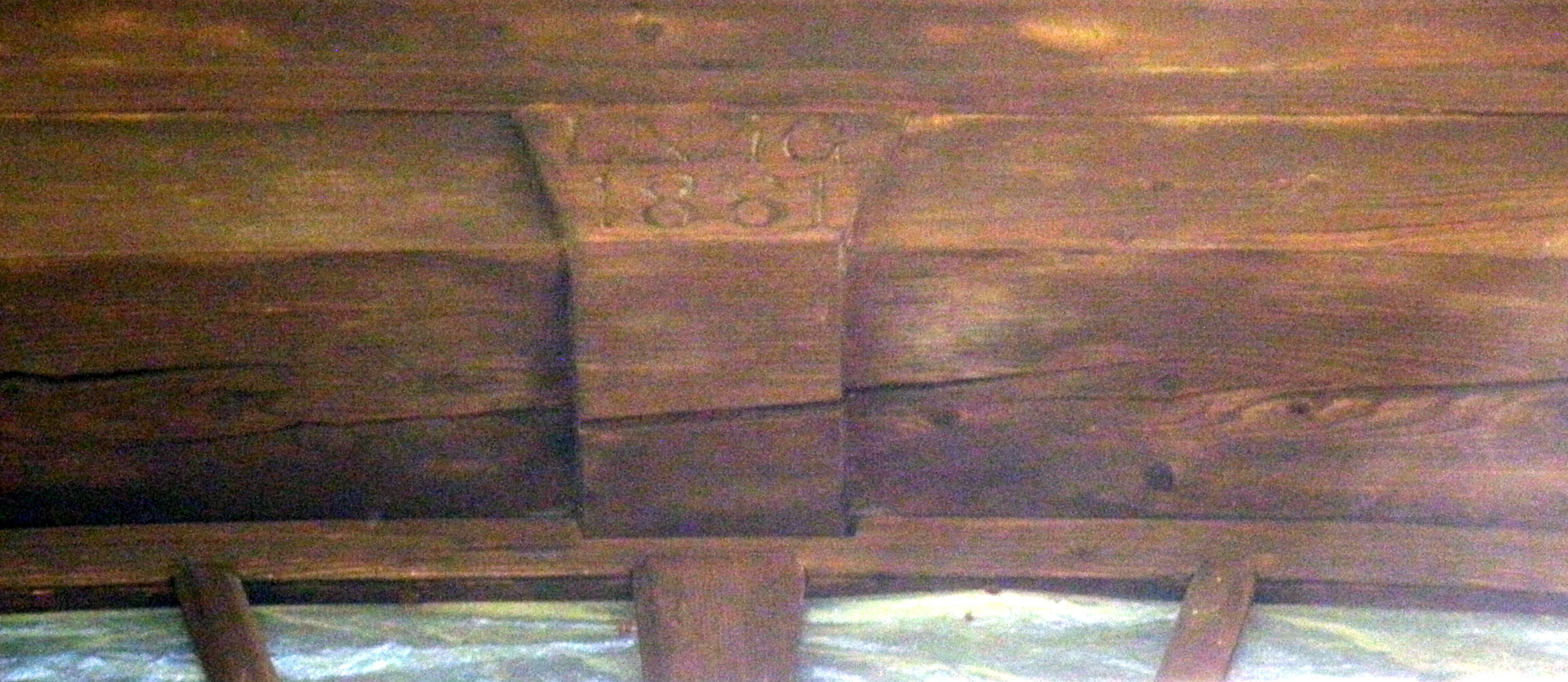
A leégett ház helyén öccse Alojz új házat épített 1881
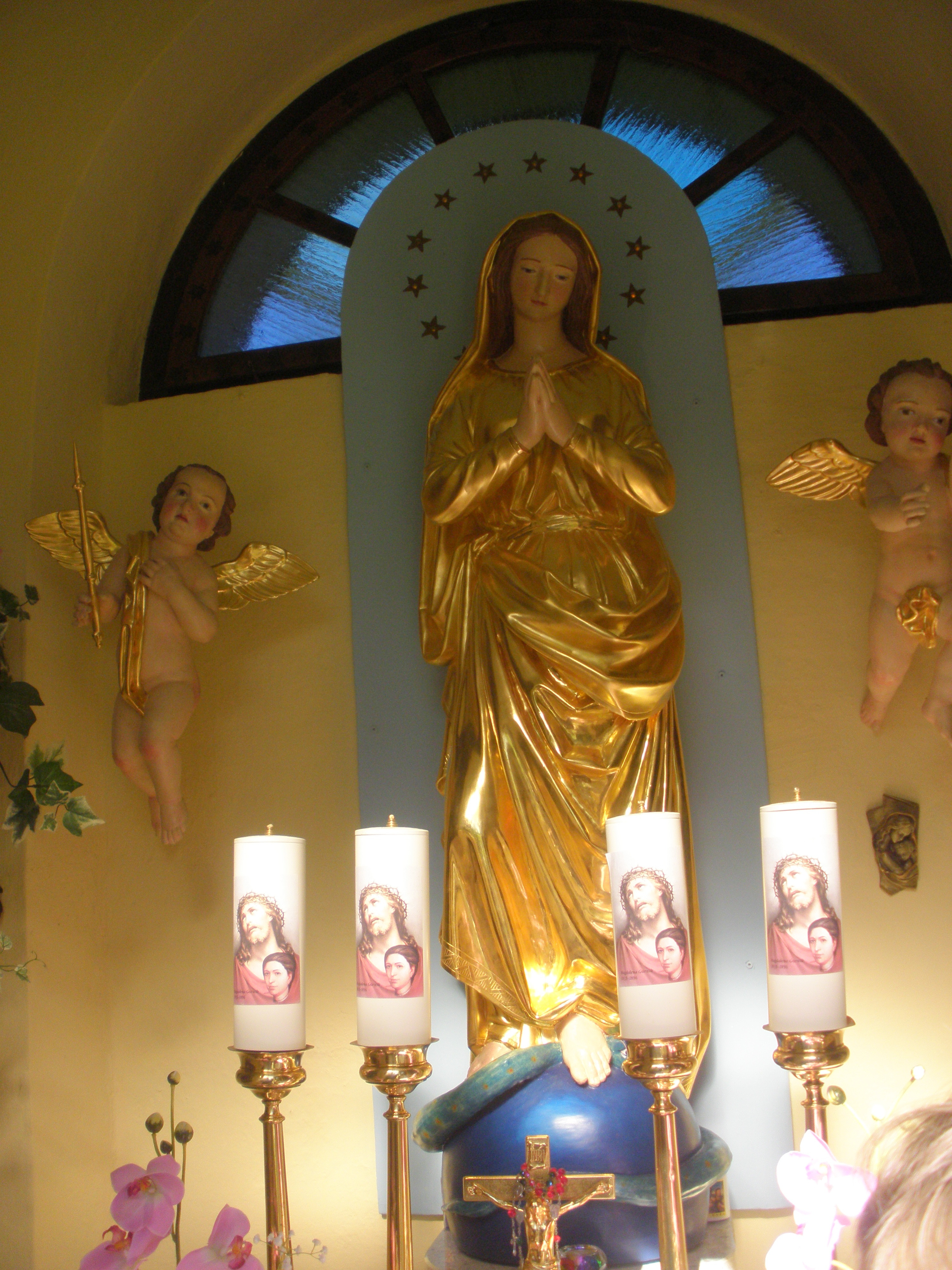
Ebbe a kápolnába járt Magdaléna imádkozni
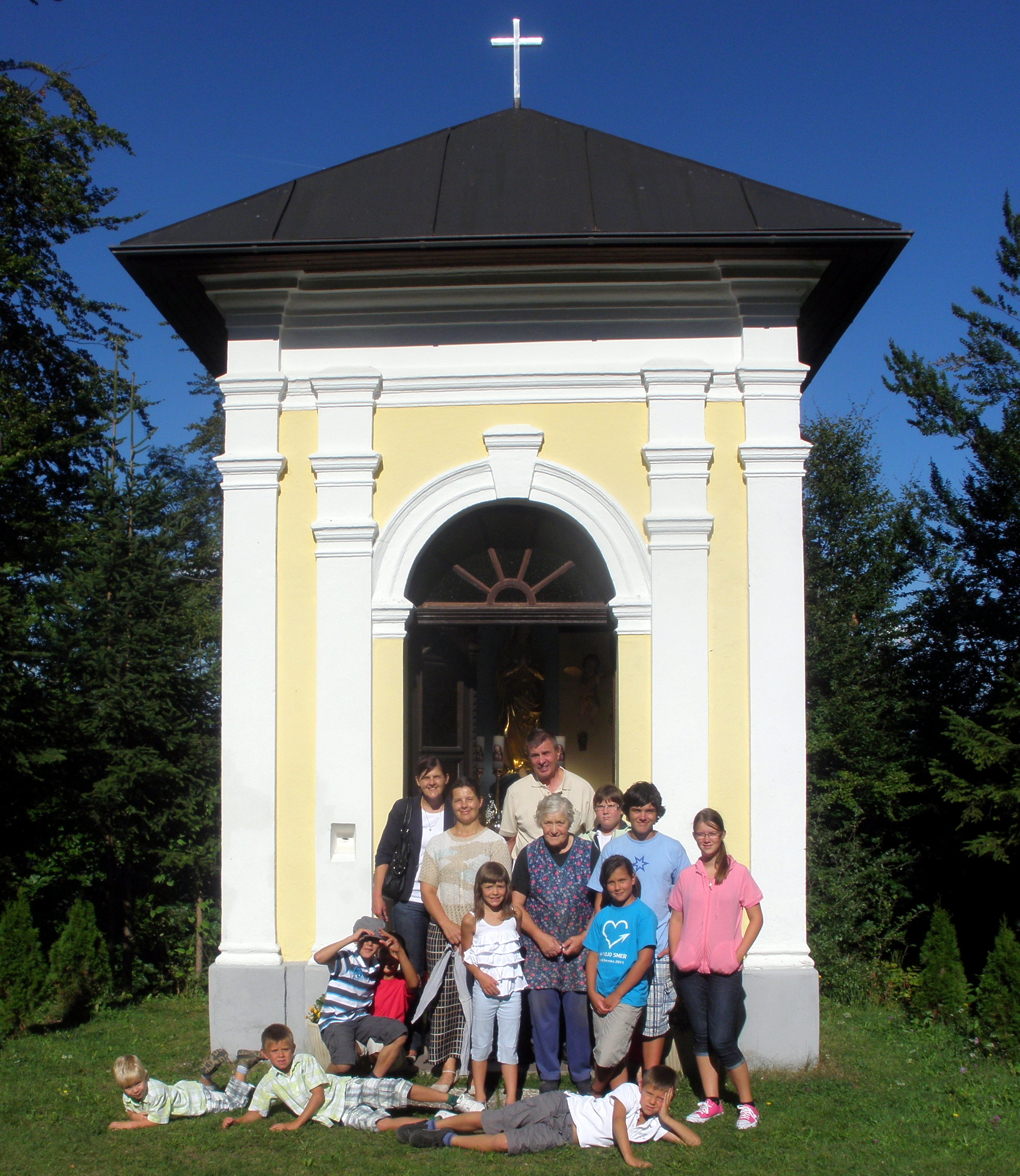
Sok zarándok látogatja ezt a helyet
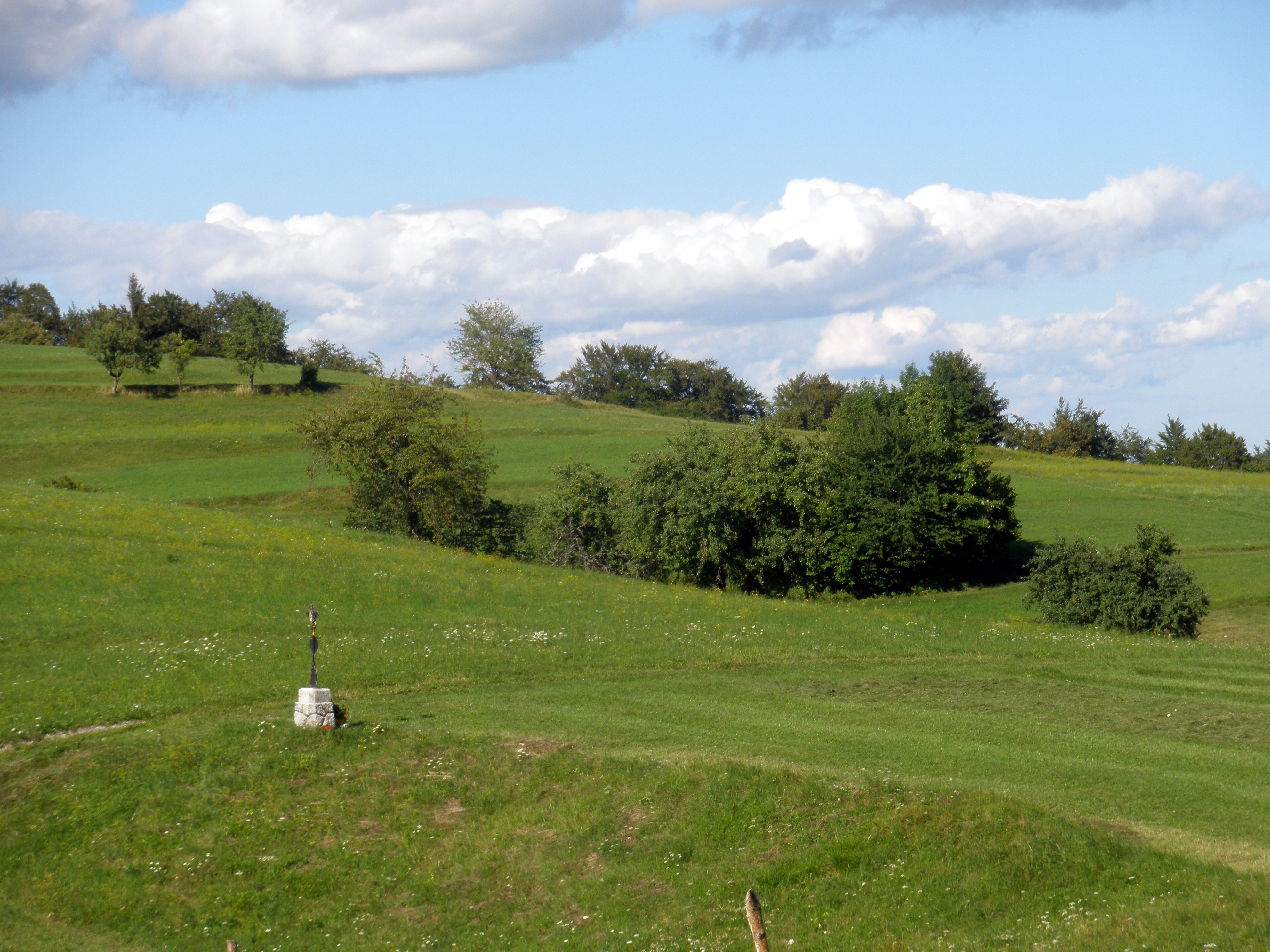
Ennél a keresztnél volt Magdaléna első látomása
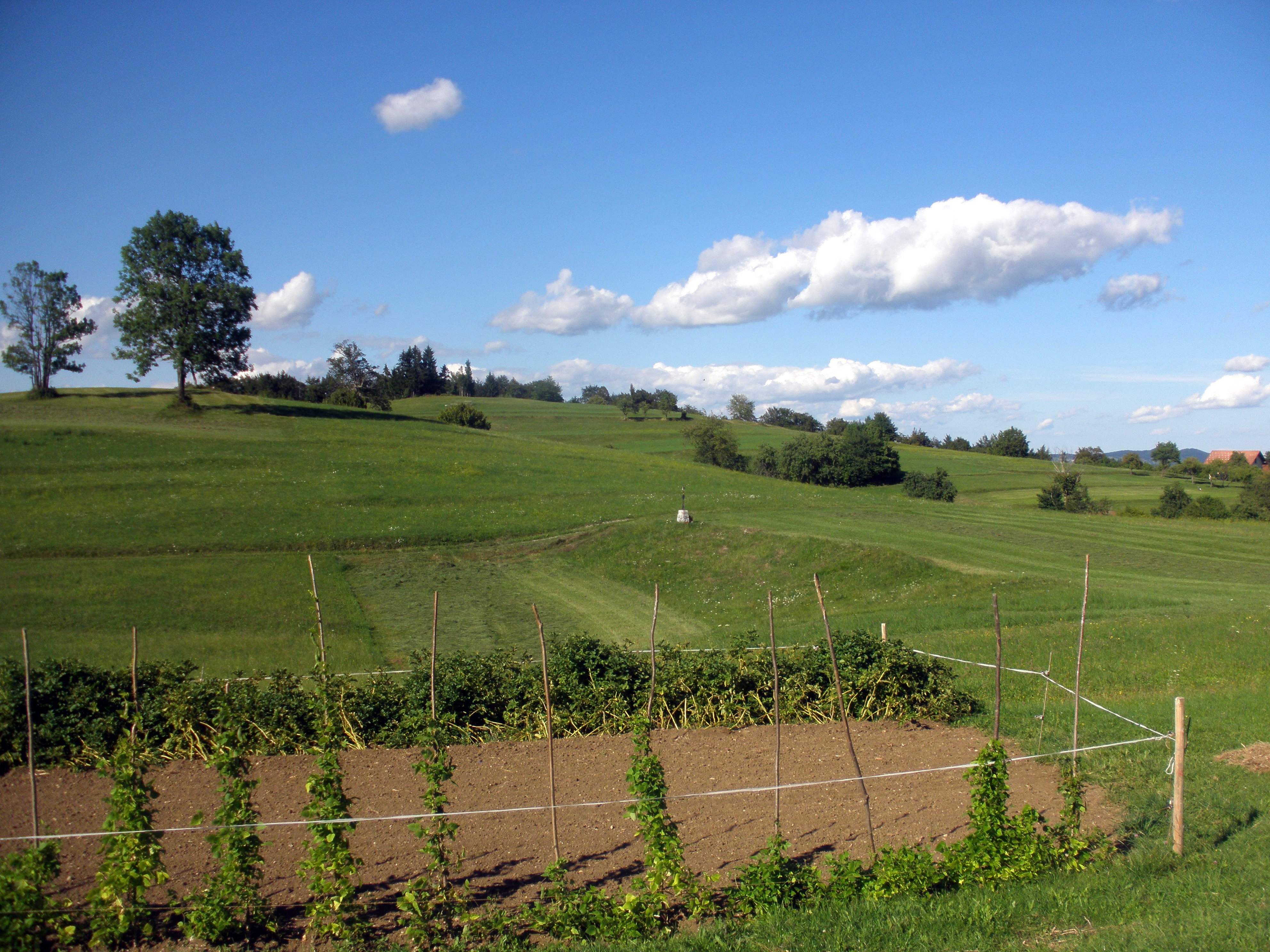
Amikor élelemért ment, ezen a helyen jelent meg a Szép Asszony
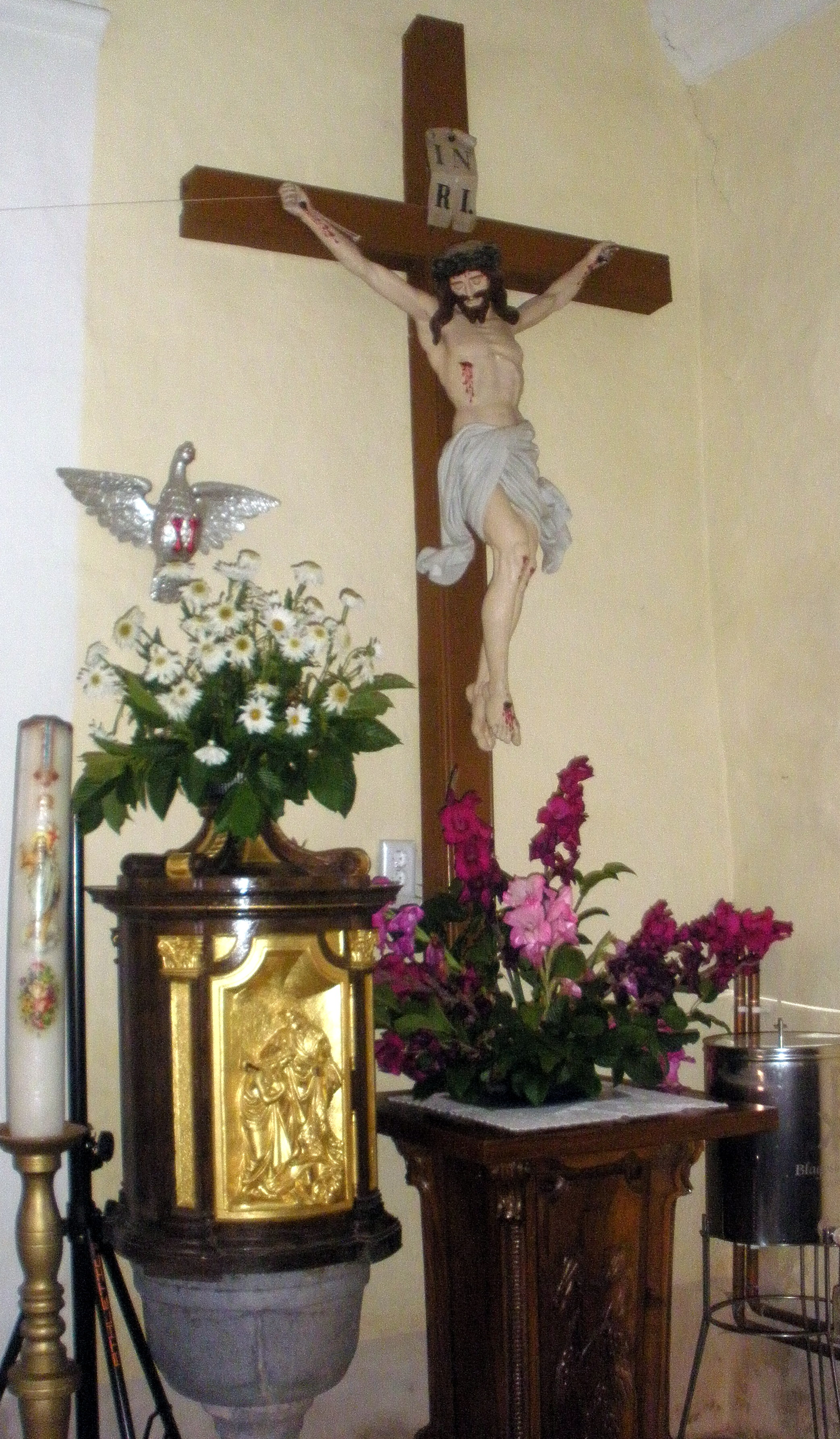
Itt keresztelték Magdalénát
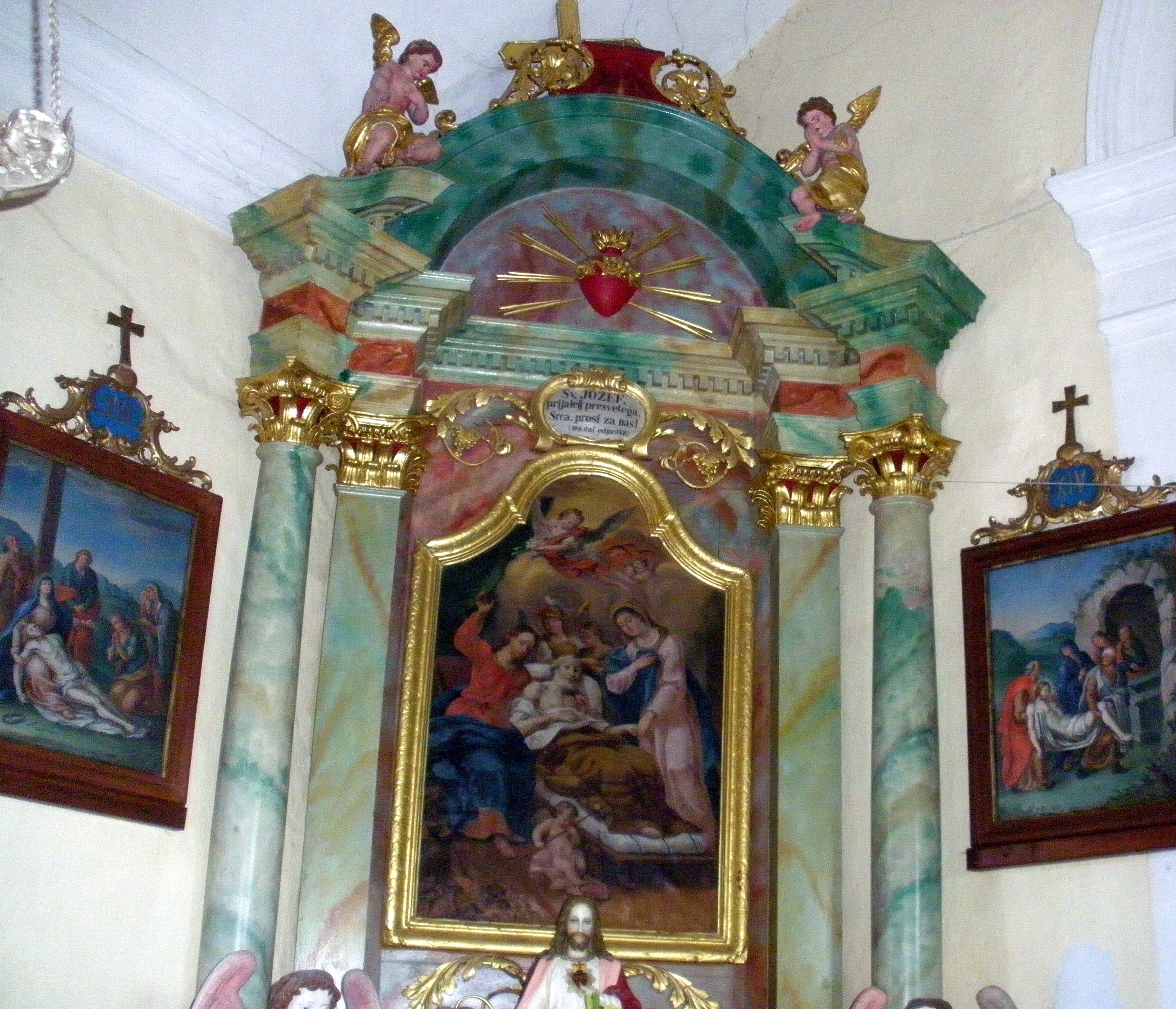
Szent József oltár a Havas Boldogasszony templomban Gorán
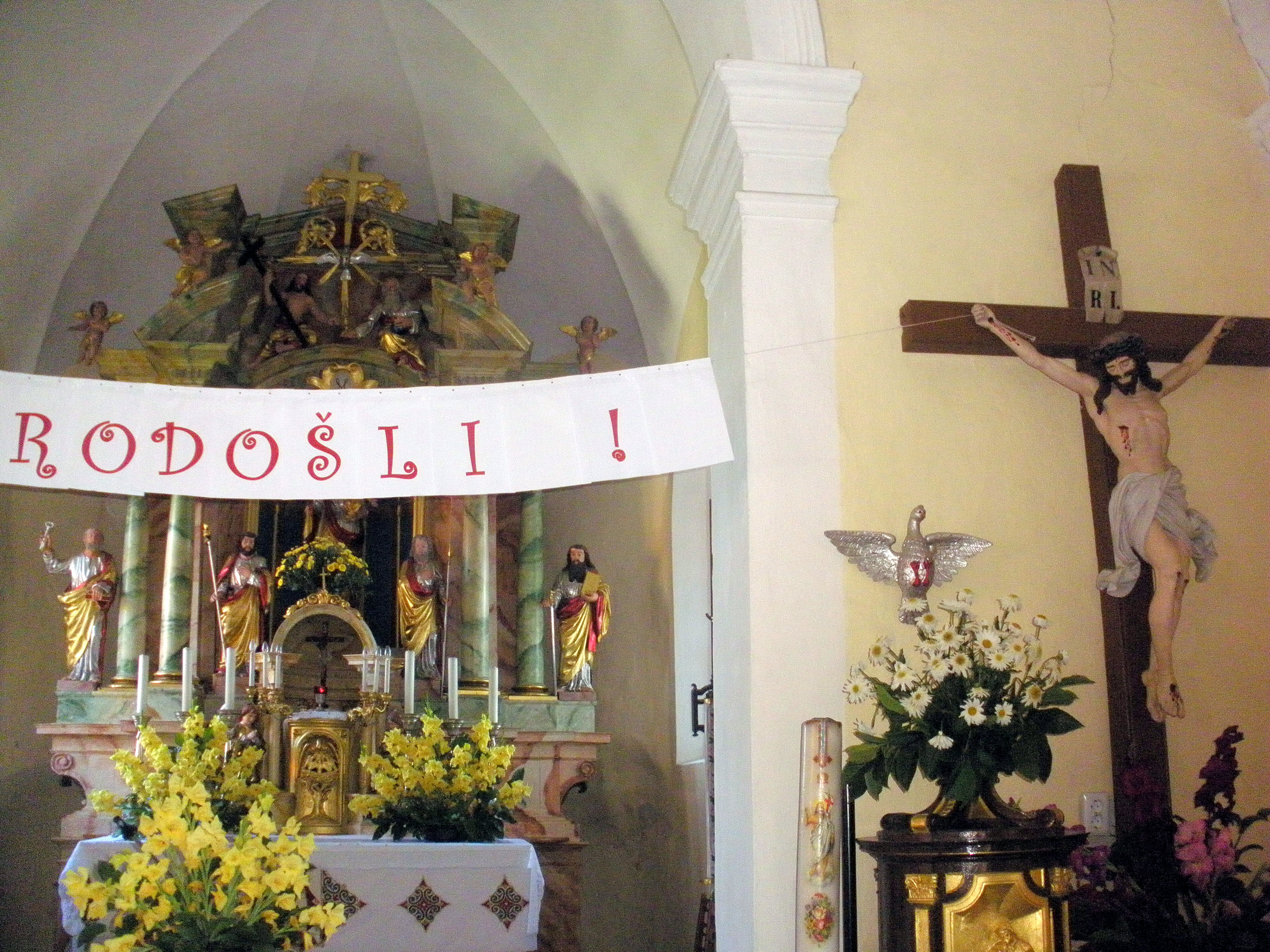
Havas Boldogasszony oltár és a keresztkút
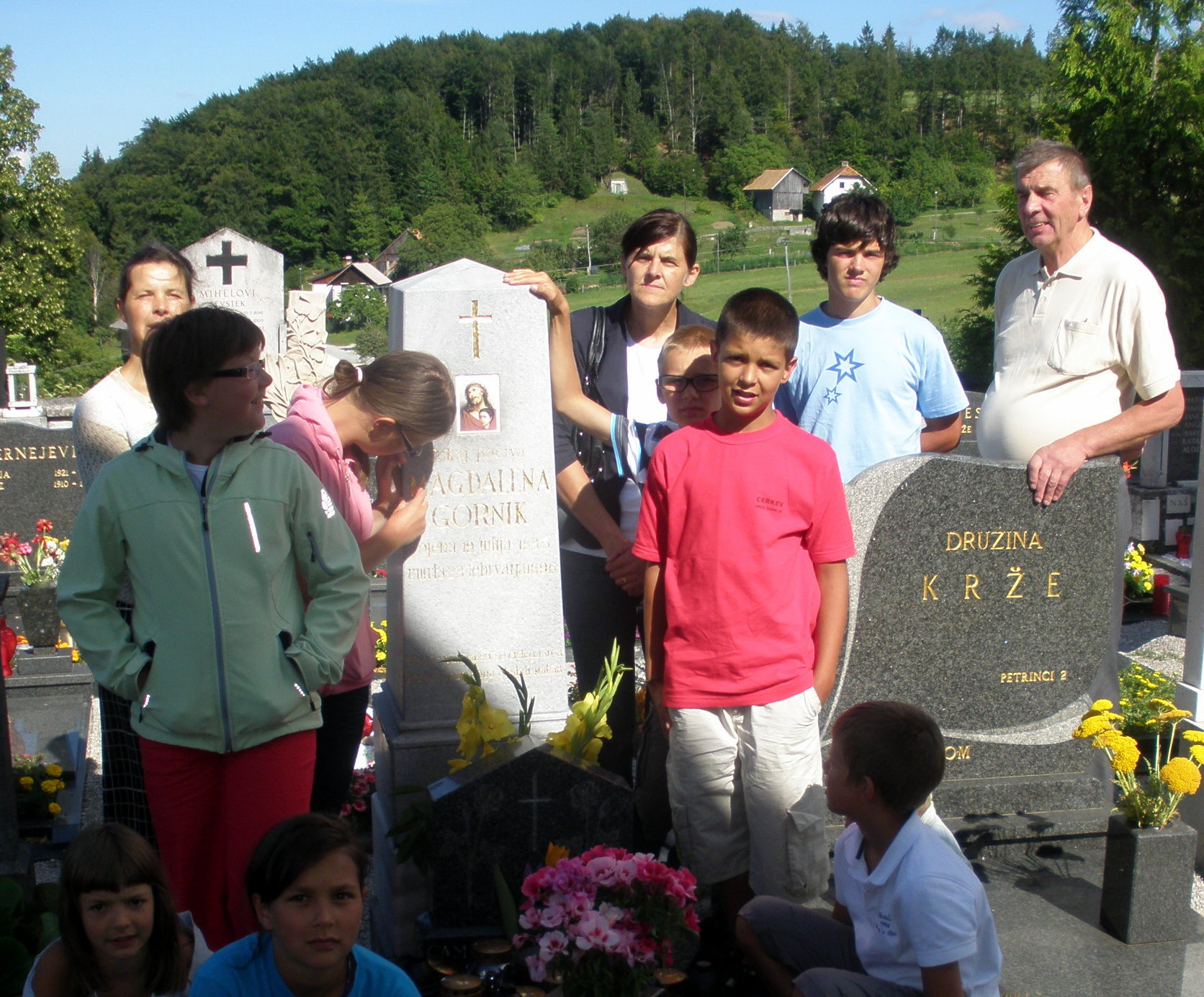
Magdaléna sírjához állandóan jönnek a zarándokok
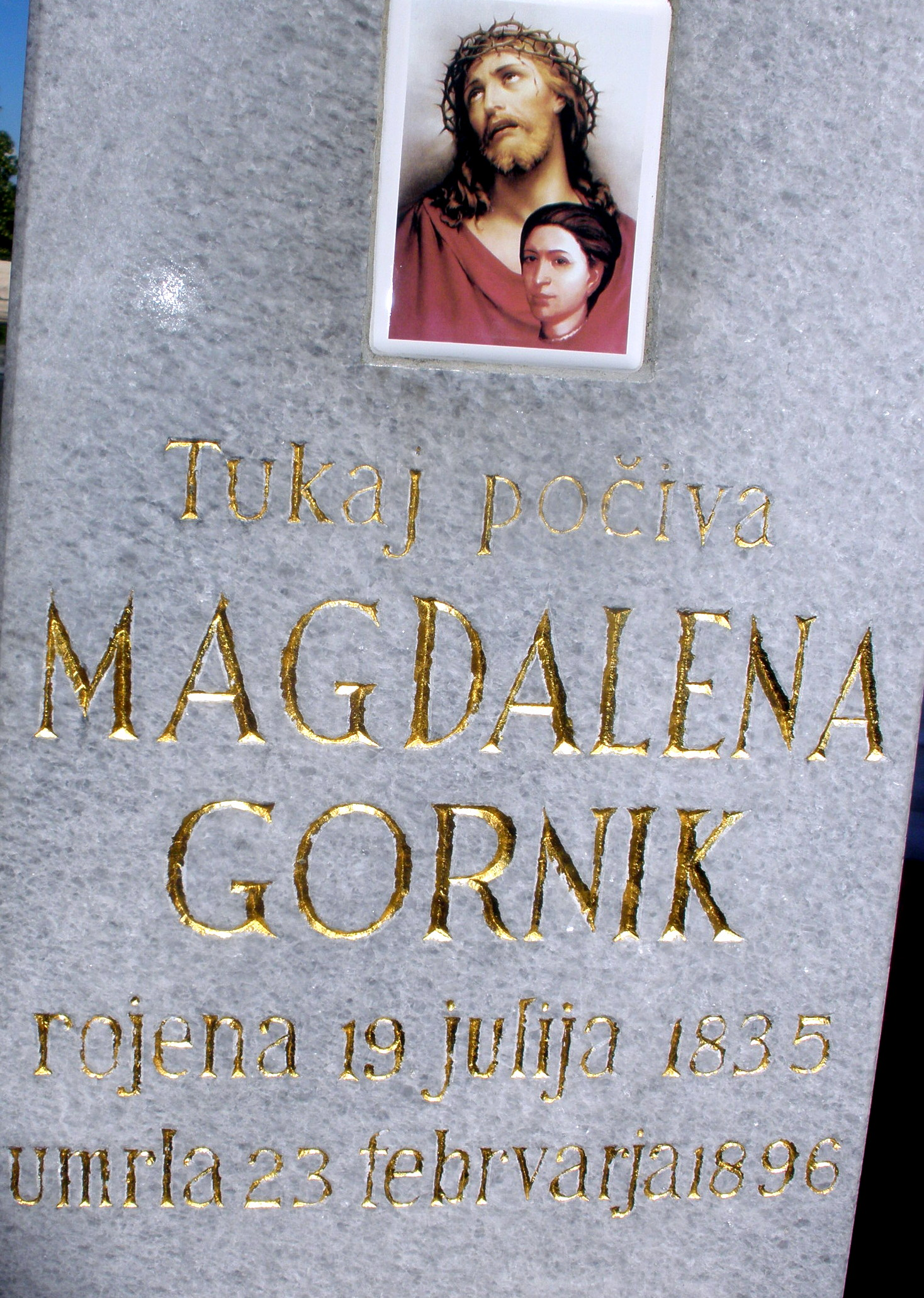
Itt van eltemetve Magdaléna teste
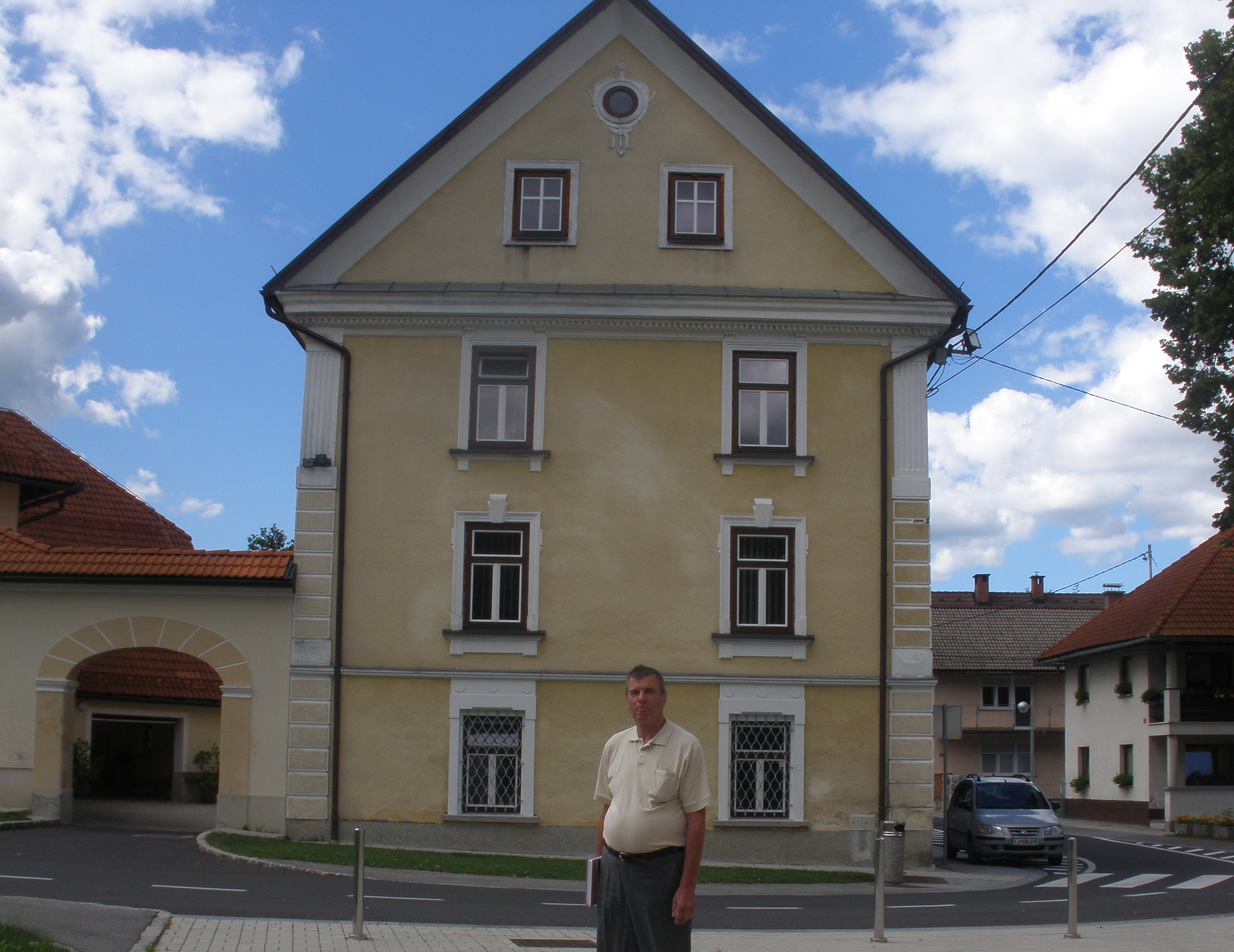
Sodražicin a plébános Jožef Lesjak tudományosan itt vizsgálta Magdaléna látomásait
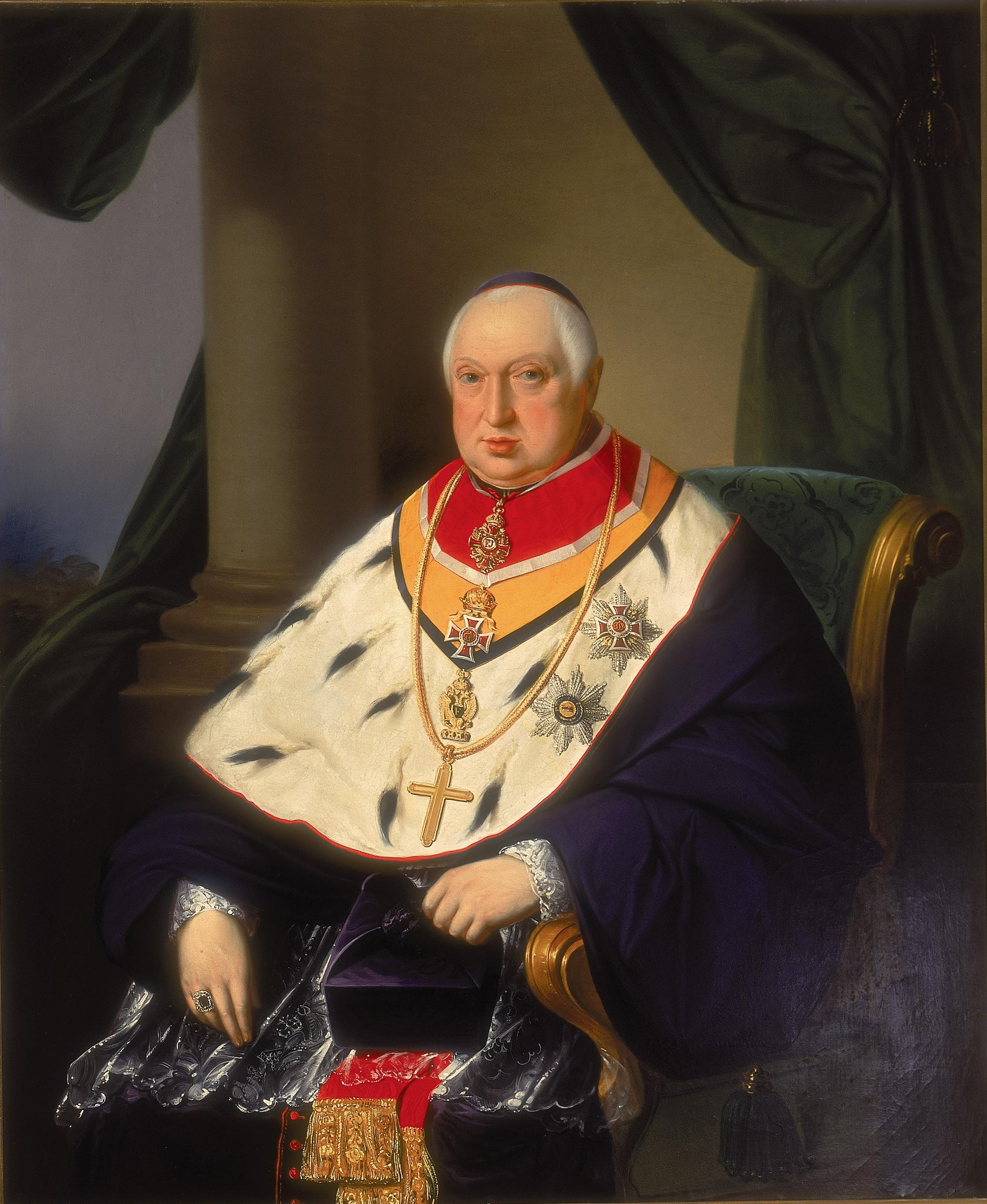
Óvatos Ljubljanai püspök Anton Alojzij Wolf

## Film
- Gornik Magdaléna, szlovén misztikusnőről szóló film
- Provjereno: Slovén Magdaléna bizonyítéka. A Szlovén Egyház tiszteli Magdalena Gornikot Sodražice feletti Goráról és kijelenti, hogy 14 éves korától haláláig nem evett többet semmit, hogy lebeghetett az ágya felett, vérzett Krisztus sebeitől... Archiválva 2014. november 29-i dátummal a Wayback Machine-ben